# カール・タウベ
カール・アンドレアス・タウベ（Karl Andreas Taube、1957年9月14日 - ）は、アメリカ合衆国の人類学者、考古学者。古代メソアメリカの文字・図像・神々の研究で知られる。

## 略歴
タウベはシカゴで生まれた。父親はノーベル化学賞受賞者のヘンリー・タウベ。はじめスタンフォード大学で学んだが、カリフォルニア大学バークレー校で学士の学位を得た後、イェール大学に進んだ。1988年に古代ユカテコの新年の祭の研究で博士の学位を得た。
在学中の1983年の第5回パレンケ円卓会議において、マヤのトウモロコシの神に関する発表を行って注目された。
- Karl Taube (1985). “The Classic Maya Maize God: A Reappraisal”. In Merle Greene Robertson; Virginia M. Fields. Fifth Palenque Round Table, 1983. Pre-Columbian Art Research Institute. pp. 171-181

1989年の論文ではトウモロコシとタマルに関して、マヤ諸語やマヤ文字、メソアメリカの図像、ポポル・ヴフに見えるフンアフプーとイシュバランケーの伝説などの関係を論じた。
- “The Maize Tamale in Classic Maya Diet, Epigraphy, and Art”. American Antiquity 54 (1):  31-51. (1989). JSTOR 281330.

カリフォルニア大学リバーサイド校の人類学教授をつとめている。
ユカタン半島の考古・言語学フィールドワークに加え、メキシコのチアパス州、エクアドル海岸部、ペルー高地、ホンジュラスのコパン、グアテマラのモタグア、サン・バルトロなどの考古学調査に参加した。

## 主な著書
- The Major Gods of Ancient Yucatan. Dumbarton Oaks. (1992). JSTOR 41263477
- Aztec and Maya Myths. British Museum Press; University of Texas Press, Austin. (1993)
  - 日本語訳：藤田美砂子 訳『アステカ・マヤの神話』丸善ブックス、1996年。ちくま学芸文庫、2024年。ISBN 4480512624
- The Gods and Symbols of Ancient Mexico and the Maya. Thames and Hudson. (1993)（メアリ・ミラーと共編著）
  - 日本語訳：増田義郎監修、武井摩利 訳『図説 マヤ・アステカ神話宗教事典』東洋書林、2000年。
- The Writing System of Ancient Teotihuacan. Center for Ancient American Studies. (2000)
- Olmec Art at Dumbarton Oaks. Dumbarton Oaks. (2004)